# Club Atlético Nueva Chicago
Il Club Atlético Nueva Chicago, semplicemente Nueva Chicago, è una società calcistica argentina di Mataderos, quartiere di Buenos Aires. Milita nella Primera B Nacional, la seconda serie del campionato argentino di calcio.
I suoi giocatori sono soprannominati los Toritos de Mataderos, con riferimento al pugile di Mataderos Justo Suárez, attivo negli anni '30 e noto come el Torito de Mataderos.

## Storia
Le origini del club risalgono al 1º luglio 1911, quando un gruppo di giovani dai 15 ai 30 anni d'età si riunì su un ponte di legno situato all'incrocio di calle Tellier e calle Francisco Bilbao, nel quartiere Mataderos di Buenos Aires, per formare una squadra di calcio, a cui fu dato il nome di los Unidos de Nueva Chicago. Il primo presidente fu Pedro San Martín, mentre Felipe Maglio fu il primo vicepresidente; come colori sociali furono adottati il nero e il verde.
La squadra iniziò a giocare in un campo situato oltre un vicino mattatoio, ma ben presto si dotò di un proprio terreno di gioco, grazie alla generosità di Alejandro Morh, che donò un appezzamento di terreno, che tuttavia durò poco perché colpito dalle inondazioni. Il Nueva Chicago si spostò dunque su un terreno di gioco compreso tra via Telleir e via Francisco Bilbao, dove giocò dal 1912 al 1920.
Il terzo campo di gioco fu quello situato tra via Piedrabuena e via Campana (odierna via Eva Perón). Fu qui che la compagine neroverde giocò per la prima volta in Primera División; la prima partita sul nuovo campo si tenne nel giugno 1920, contro l'Huracán, che vinse per 2-0. Su questo terreno il Nueva Chicago vinse la Copa de Competencia Jockey Club nel 1933, il suo primo trofeo. Con l'avvento del professionismo nel calcio argentino, la Federazione calcistica dell'Argentina impedì lo svolgimento di partite di calcio su quel campo, per cui il Nueva Chicago dovette spostarsi in un nuovo stadio. Tre anni dopo, l'appezzamento su cui sorgeva il campo di gioco fu espropriato e su quell'area fu costruito un ospedale.

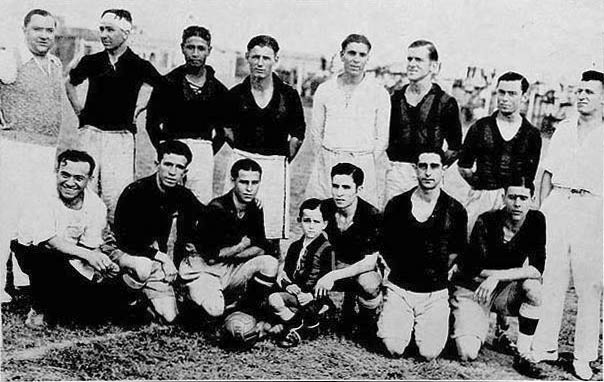
Il Nueva Chicago vincitore della Copa Competencia Jockey Club nel 1933

Nel 1930 il Nueva Chicago ottenne per la prima volta la promozione in Primera División, vincendo il campionato di Primera B negli spareggi con All Boys e Temperley. L'esordio nella Asociación Amateurs Argentina de Football (la lega dilettantistica che si contrapponeva alla Liga Argentina de Football, che era il campionato professionistico) risale al 1931; qui la squadra militò fino al 1935, quando la Liga Argentina de Football (LAF) si fuse con la lega professionistica, dopo che tutte le squadre ad essa affiliate erano retrocesse in seconda divisione. Nel 1932 il Nueva Chicago giocò uno spareggio per non retrocedere contro lo Sportivo Buenos Aires e lo Sportivo Palermo (che alla fine sarebbero retrocessi in seconda divisione secondo il criterio della media punti). Nel 1933 il Nueva Chicago si piazzò secondo alle spalle dello Sportivo Dock, con sole 3 sconfitte in oltre 19 partite giocate.
Nel 1933 il Nueva Chicago vinse l'ultima edizione della Copa Competencia Jockey Club, una coppa nazionale fondata nel 1907. La squadra condusse una campagna molto positiva, arrivando in finale da imbattuta, con 3 vittorie (contro Estudiantes (BA), Sportivo Barracas e Sportivo Buenos Aires) e 2 pareggi, per poi sconfiggere per 1-0 il Banfield nella finale giocata allo stadio dell'Almagro. Fu questa la formazione della squadra: Scali; Palacio, Diani; Mercado, Vivanco, Fernández; Berlanga, Noguera, Vargas, Gagliano, Sanabria.
Nel 1937 arrivò la retrocessione in seconda serie, a seguito della vittoria del Banfield contro l'Excursionistas. Il presidente del Nueva Chicago, Amadeo Cozza, si accordò con lo Sportivo Buenos Aires per la disputa delle partite casalinghe allo stadio di Almagro. Nel 1939 il Nueva Chicago disputò le gare casalinghe nell'impianto dell'All Boys. Ottenuto con il Comune di Buenos Aires l'accordo per l'acquisizione di un nuovo terreno dove costruire un campo di gioco, quest'ultimo fu creato con l'ausilio di alcuni abitanti del luogo, che collaborarono con i membri del club.

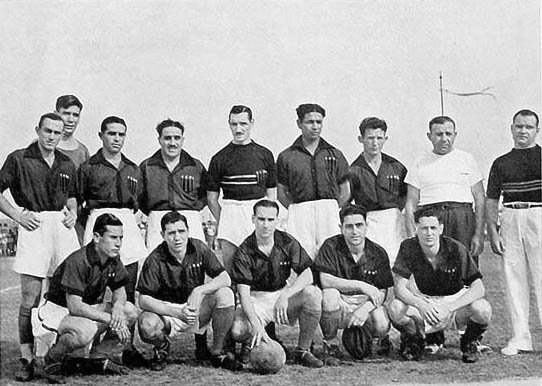
Il Nueva Chicago che vinse il campionato di Primera C nel 1940

Lo stadio Nueva Chicago fu inaugurato il 27 ottobre 1940; per l'occasione, il Nueva Chicago sconfisse per 2-0 lo Sportivo Buenos Aires, vincendo il campionato di Primera C, la quarta serie argentina.
Nel 1966 il club andò vicino alla promozione in massima serie, sfumata a causa della sconfitta patita all'ultima giornata di campionato contro il Deportivo Español, che costrinse i neroverdi a rimanere nella seconda divisione. Bisognò attendere il 1981 per vedere il club in massima divisione: quell'anno vinse il campionato di Primera B, con 14 vittorie, 6 pareggi e 2 sole sconfitte in 22 partite, 66 gol fatti e 40 subiti. Nella successiva stagione di Primera División la squadra sconfisse il Boca Juniors per 5-0 il 2 novembre 1983, ma non riuscì a evitare la retrocessione.
Il club rimase nelle divisioni inferiori sino al 1991, quando tornò in Primera B Nacional sconfiggendo il Gimnasia y Esgrima de Concepción del Uruguay ai play-off ai tiri di rigore. Nel 2001 la squadra ottenne per la seconda volta la promozione in Primera División, battendo l'Instituto de Córdoba per 3–2 allo stadio Chateau Carreras di fronte a 12 000 spettatori; il gol decisivo fu di Oscar Gómez, che segnò il punto dell'1-0 a pochi minuti dalla fine della partita, dopo aver percorso 50 metri di campo palla al piede.
Il Nueva Chicago rimase in massima serie sino al 2004, quando subì una nuova retrocessione. Nella stagione 2005-2006 la squadra ottenne per la terza volta la promozione in Primera División, ma concluse l'annata successiva con la retrocessione in Primera B Nacional, dopo aver perso lo spareggio salvezza contro il Tigre. Il ritorno dello spareggio, giocato il 25 giugno 2007, fu caratterizzato da gravi fatti di violenza, con i giocatori e l'allenatore del Nueva Chicago che assalirono l'arbitro, reo di aver concesso un rigore al Tigre. Ciò scatenò la rabbiosa reazione dei tifosi dei Toritos, che danneggiarono gravemente lo stadio José Dellagiovanna e causarono la morte di un tifoso avversario. Il club fu punito con 18 punti di penalizzazione da scontare nel campionato successivo.
Con il fardello della penalizzazione, il club chiuse la stagione 2007-2008 all'ultimo posto della Primera B Nacional e retrocesse in Primera B Metropolitana. Nel 2012 tornò in seconda divisione, salvo retrocedere in terza serie dopo una sola stagione.

## Palmarès

### Competizioni nazionali
- Primera B Nacional: 3

1930, 1981, Clausura 2006
- Copa de Competencia Jockey Club: 1

1933
- Tercera División: 1

1940
- Primera B Metropolitana: 1

2013-2014

### Altri piazzamenti
- Campionato argentino:

Secondo posto: 1925, 1933 (AAF)
- Primera B Nacional:

Secondo posto: 2000-2001, 2005-2006
Terzo posto: 2018-2019

## Rose delle stagioni precedenti
- 2012-2013